# Utracona cześć Katarzyny Blum (powieść)
Utracona cześć Katarzyny Blum (pełny tytuł: Utracona cześć Katarzyny Blum albo: Jak powstaje przemoc i do czego może doprowadzić) – powieść Heinricha Bölla, ukazująca klimat polityczny oraz opresyjne mechanizmy działania prasy w Niemczech Zachodnich na początku lat 70. XX wieku. Bohaterką powieści jest Katarzyna Blum, narzeczona oskarżonego o rewolucyjną działalność Ludwiga Goettena, której życie osobiste zostaje zniszczone wskutek manipulacji medialnych, a skierowana przeciw niej nagonka bulwarowej prasy ostatecznie popycha ją do zbrodni.

## Odbiór
Powieść była przedmiotem szerokiej dyskusji, skrytykował ją m.in. szef CDU/CSU Karl Carstens oraz wysokonakładowa prasa („Die Welt”, „Welt am Sonntag”), która zarzucała autorowi gloryfikację terroryzmu. Heinrich Böll miał przed wydaniem konflikty z wydawnictwem Springera i niektórzy dopatrywali się w opowiadaniu osobistej zemsty za bulwarowe ataki.
We wstępie Heinrich Böll napisał:

Osoby i akcja niniejszego opowiadania są całkowicie zmyślone. Jeśliby natomiast przedstawione w nim pewne praktyki dziennikarskie przypominały praktyki gazety „Bild”, nie jest to ani zamierzone, ani przypadkowe, lecz nieuniknione.

## Adaptacje
- Ekranizacja, która nastąpiła w rok po pierwszym wydaniu, zyskała światową popularność. Reżyserii filmu podjęli się Volker Schlöndorff i Margarethe von Trotta.
- W 1984 roku filmowej adaptacji książki dokonał Simon Langton. Jego telewizyjny film z udziałem Marla Tomasa i Krisa Kristoffersona nosił tytuł Utracona cześć Kathryn Beck.
- Sztukę pt. Wstyd, inspirowaną Utraconą czcią..., wystawiła w 2005 roku Stajnia Pegaza w Sopocie[4].

- 31 maja 2008 roku w Teatrze im. Jaracza w Olsztynie odbyła się premiera sztuki będącej retrospekcją przeżyć bohaterki opowiadania Bölla. Reżyser spektaklu Marta Ogrodzińska ukazała losy Katarzyny Blum, starej zniszczonej kobiety, która zakończyła odbywanie kary więzienia i musi odnaleźć się w nowej rzeczywistości[5].